# Agrilus quadraticollis
Agrilus quadraticollis es una especie de insecto del género Agrilus, familia Buprestidae, orden Coleoptera.
Fue descrita científicamente por Fairmaire, 1902.